# Bad Saulgau
Bad Saulgau è un comune tedesco di 17 702 abitanti, situato nel land del Baden-Württemberg. È situata a 23 km a est di Sigmaringen e a 27 km a nord di Ravensburg, tra il fiume Danubio e il lago di Costanza.

## Storia
Originariamente insediamento celtico, Bad Saulgau deve il suo nome a Sulis, dea delle sorgenti. Il toponimo è menzionato per la prima volta in un documento ufficiale datato 819 con il nome di Sulaga. Nel 1239 le venne assegnato lo status di "città" dall'imperatore Federico II di Svevia. Divenne possedimento della Casa d'Asburgo nel 1299, e di conseguenza parte del Sacro Romano Impero.
In età napoleonica essa fu ceduta al Regno del Württemberg. 
Durante la seconda guerra mondiale, vi era una sede distaccata (KZ-Außenlager Saulgau) del campo di concentramento di Dachau.
Il nome del comune venne cambiato ufficialmente nel 2000 da Saulgau a Bad Saulgau.

## Suddivisione territoriale del comune
| Stemma         | Sobborgo                         | Abitanti | Superficie |
| -------------- | -------------------------------- | -------- | ---------- |
| Bad Saulgau    | Bad Saulgau (capoluogo)          | 11 673   | 5690 ha    |
| Bierstetten    | Bierstetten                      | 591      | 615 ha     |
| Bolstern       | Bolstern                         | 417      | 1206 ha    |
| Bondorf        | Bondorf                          | 333      | 278 ha     |
| Braunenweiler  | Braunenweiler/Untereggartsweiler | 553      | 1005 ha    |
| Friedberg      | Friedberg                        | 406      | 541 ha     |
| Fulgenstadt    | Fulgenstadt                      | 672      | 673 ha     |
| Großtissen     | Großtissen                       | 374      | 669 ha     |
| Haid           | Haid-Sießen-Bogenweiler          | 874      | 1320 ha    |
| Hochberg       | Hochberg                         | 579      | 664 ha     |
| Lampertsweiler | Lampertsweiler                   | 302      | 252 ha     |
| Moosheim       | Moosheim                         | 337      | 443 ha     |
| Renhardsweiler | Renhardsweiler                   | 273      | 170 ha     |
| Wolfartsweiler | Wolfartsweiler                   | 275      | 351 ha     |

## Amministrazione

### Gemellaggi
- Chalais
- Himmelberg

## Sport
Bad Saulgau ospita un torneo di tennis femminile chiamato Knoll Open, organizzato dalla Federazione Internazionale Tennis (ITF), con un montepremi di 25.000 dollari. 
La cittadina ha dato i natali alla tennista Tatjana Maria.